# قبائل الكويت
قبائل الكويت هي مكون اجتماعي نسبته 52% من المواطنين الكويتيين  حسب احصائية الناخبين عام 2008.

## التعداد
تعتبر قبيلة العوازم أكبر قبيلة في الكويت يليها قبيلة مطير وفق هذا الترتيب:
1. العوازم
2. مطير
3. العجمان
4. الرشايدة
5. عنزة
6. عتيبة
7. شمر
8. الظفير
9. بني هاجر
10. قبيلة بني غانم
11. حرب
12. الدواسر
13. قحطان
14. بنو خالد
15. بنو تميم
16. الفضول
17. سبيع
18. السهول
19. عدوان